# Antoine Adelisse
 (mars 2017).
Si vous disposez d'ouvrages ou d'articles de référence ou si vous connaissez des sites web de qualité traitant du thème abordé ici, merci de compléter l'article en donnant les références utiles à sa vérifiabilité et en les liant à la section « Notes et références ».
Antoine Adelisse, né le 10 juin 1996 à Nantes, est un skieur freestyle en Slopestyle et en Big air, licencié du club des sports de La Plagne, et qui a participé à ses premiers Jeux olympiques à Sotchi en 2014.

## Carrière
En 2011, il devient Champion de France de Bosse. Il gagne également la même année l'étape des SFR Freestyle Tour à La Plagne en half-pipe, et en slopestyle à l'Alpe d'Huez et La Clusaz.
En 2012, il termine 5e en Half-Pipe lors des SFR Freestyle Tour à Tignes. Et la même année, toujours en Half-Pipe, il termine 4e de la Coupe de France à La Plagne.
Antoine devient alors le meilleur espoir français et il participe en 2013 aux Championnats du monde à Voss (Norvège), où il prend la 5e place en slopestyle.
En 2014, Sotchi accueille pour la première fois la discipline du slopestyle lors des XXIIes Jeux olympiques d'hiver. Adelisse y participe et termine 27e lors des épreuves de qualification.
En 2015, il participe au Dew Tour de Breckenridge et termine 9e. Il est également 3e du classement AFP World Tour lors des finales Slopestyle à Whisler (Canada).
En janvier 2016, pendant un entraînement, lors du SFR Freestyle Tour à Val-Thorens, il se blesse et se rompt les ligaments croisés du genou droit. Après plusieurs mois de rééducation, il revient et remporte en novembre 2016 le Freeski Open en Slopestyle à Stubai en Autriche.
En 2017, il participe à ses premiers X Games à Aspen (États-Unis) et terminera les qualifications à la 14e place. Par la suite, il termine 2e du SFR Freestyle Tour à La Clusaz, remporte la Coupe de France de Big air à la Plagne et Méribel (France). Il prend la 5e place des Championnats du monde de Sierra-Nevada (Espagne), et il finit sa saison en étant 2e des finales de la Coupe du monde de Big air, en Norvège, et s'impose finalement lors des Championnats de France de Slopestyle à Font-Romeu.
En 2018, Pyeongchang accueille les XXIIIe Jeux olympiques d'hiver. Adelisse prend part à l'épreuve de qualification de slopestyle, en finissant à la 30e place.
En 2019, il obtient une 2e place à l'épreuve de Coupe du Monde de Big Air à Atlanta (États-Unis).
En 2021, quelques jours seulement après sa médaille d'argent aux X Games, qu'il qualifie de « course la plus dure de sa vie au niveau mental », il remporte l'étape de Coupe d'Europe de Big Air aux Arcs.

## Palmarès

### Jeux olympiques
| Épreuve / Édition   | Slopestyle |
| JO 2014 Sotchi      | 27e        |
| JO 2018 Pyeongchang | 30e        |

### Championnats du monde
| Épreuve / Édition                   | Big Air | Slopestyle |
| Mondiaux 2013 Voss                  | —       | 5e         |
| Mondiaux 2015 Kreischberg           | —       | 22e        |
| Mondiaux 2017 Sierra Nevada         | —       | 5e         |
| Mondiaux 2019 Park City-Deer Valley | 24e     | 43e        |

### Coupe du monde
- Meilleur classement général : 23e en 2020.
- Deuxième au classement du Big Air en 2021.

#### Différents classements en Coupe du monde
| Année/Classement | Général | Général | Big Air | Big Air | Half-pipe | Half-pipe | Slopestyle | Slopestyle |
| ---------------- | ------- | ------- | ------- | ------- | --------- | --------- | ---------- | ---------- |
| Année/Classement | Class.  | Points  | Class.  | Points  | Class.    | Points    | Class.     | Points     |
| 2012-2013        | 191e    | 4       | —       | —       | —         | —         | 45e        | 20         |
| 2013-2014        | 154e    | 6       | —       | —       | —         | —         | 34e        | 32         |
| 2014-2015        | 105e    | 8       | —       | —       | —         | —         | 12e        | 41         |
| 2015-2016        | N/A     | N/A     | N/A     | N/A     | N/A       | N/A       | N/A        | N/A        |
| 2016-2017        | 40e     | 26,83   | 9e      | 161     | —         | —         | 12e        | 69         |
| 2017-2018        | 64e     | 20,86   | —       | —       | 49e       | 12        | 13e        | 146        |
| 2018-2019        | 163e    | 4,8     | —       | —       | —         | —         | 37e        | 24         |
| 2019-2020        | 23e     | 37,60   | 3e      | 188     | 42e       | 10        | 11e        | 87         |
| 2020-2021        | —       | —       | 2e      | 80      | 26e       | 5         | 23e        | 28         |
| 2021-2022        |         |         |         |         |           |           |            |            |

#### Détail des podiums
| # | Date       | Rés. | Lieu                  | Discipline |
| - | ---------- | ---- | --------------------- | ---------- |
| 1 | 25.03.2017 | 2e   | Myrkdalen-Voss        | Big Air    |
| 2 | 21.12.2019 | 2e   | Atlanta, GA           | Big Air    |
| 3 | 29.02.2020 | 1er  | Deštné                | Big Air    |
| 4 | 08.01.2021 | 2e   | Kreischberg           | Big Air    |
| 5 | 04.12.2021 | 3e   | Steamboat Springs, CO | Big Air    |

### X Games
| Épreuve/Édition       | Lieu      | Big Air | Slopestyle |
| --------------------- | --------- | ------- | ---------- |
| Winter X Games : 2017 | Aspen, CO | —       | 17e        |
| Winter X Games : 2018 | Aspen, CO | —       | 14e        |
| Winter X Games : 2020 | Aspen, CO | 4e      | —          |
| Winter X Games : 2021 | Aspen, CO | 2e      | —          |
| Winter X Games : 2022 | Aspen, CO | .       | .          |

| Épreuve/Édition       | Lieu    | Big Air | Slopestyle |
| --------------------- | ------- | ------- | ---------- |
| X Games Europe : 2020 | Hafjell | 1er     | 7e         |

### Autres
| Année | Résultats |
| ----- | --- |
| 2011  | - Champion de France de Bosses - SFR Freestyle Tour - 1er du classement général (slopestyle) - Victoire (slopestyle) : L'Alpe d'Huez - Victoire (slopestyle) : La Clusaz - Victoire (half-pipe) : La Plagne |
| 2015  | - 3e du classement AFP World Tour - Finale de Coupe du monde (slopestyle) : Whistler |
| 2017  | - Champion de France de Big Air — La Plagne - Champion de France de Slopestyle — Font-Romeu - 1er de la Coupe de France (slopestyle) — Méribel - SFR Freestyle Tour - 2e : La Clusaz                        |
| 2020  | - Champion de France de Big Air — Les Arcs |
| 2021  | - Victoire en Coupe d'Europe (Big Air) — Les Arcs |